# Ian Bremmer
 (février 2025).
Ian Arthur Bremmer (né le 12 novembre 1969 à Baltimore, dans l'état du Maryland aux États-Unis) est un politologue américain spécialisé en politique étrangère américaine, en transition étatique et en risque politique global. 
Il est le président et fondateur de l'Eurasia Group, une firme de recherche et consultation sur le risque politique avec des bureaux à New York, Washington, Londres, Tokyo, São Paulo, San Francisco et Singapour. Il est l'auteur de plusieurs livres, incluant The J Curve, Every Nation for Itself et le best-seller du New York Times Us vs. Them: The Failure of Globalism. 
En date de décembre 2014, il est chroniqueur sur la politique étrangère et éditeur pour Time. En 2013, il est nommé professeur à l'Université de New York.

## Biographie
Bremmer est d'origine arménienne et allemande. Son père, Arthur, est un vétéran de la Guerre de Corée et est mort à l'âge de 46 ans alors que Ian est âgé de quatre ans. Il grandit dans des projets immobiliers de Chelsea au Massachusetts, près de Boston. Il est élevé avec son frère par leur mère dans des conditions économiques difficiles. Bremmer étudie à la St. Dominic Savio High School dans East Boston. Il obtient son diplôme en relations internationales avec mention à  l'université Tulane en 1989. Il obtient son doctorat en sciences politiques de l'Université Stanford en 1994. Sa thèse est intitulée The politics of ethnicity: Russians in the Ukraine,.
Il travaille à l'Hoover Institution où, à l'âge de 25 ans, il devient le plus jeune National Fellow de l'institution. Il travaille à l'Université de New York, à l'Université Columbia, au EastWest Institute, au Laboratoire national de Lawrence Livermore et à l'Institut de politique Asia Society, où il est le premier Harold J. Newman Distinguished Fellow in Geopolitics depuis 2015.
Bremmer est principalement connu pour ses travaux sur le risque politique. The Economist et le Wall Street Journal le qualifient de « gourou » de la discipline,. Il lui est aussi attribué l'introduction de la science politique comme discipline financière. En 2001, Bremmer crée le premier index de risque politique à Wall Street, connu comme le GPRI (Global Political Risk Index). Bremmer définit un marché émergent comme « un état où la politique est au moins aussi importante que l'économie pour le marché », devenue définition standard dans la discipline du risque politique.
Bremmer a publié dix livres à ce jour. Parmi ceux-ci se trouvent les best-seller Every Nation for Itself: Winners and Losers in a G-Zero World, qui concerne les risques et opportunité d'un monde sans leadership global, et The End of the Free Market: Who Wins the War Between States and Corporations, qui décrit le phénomène global de capitalisme d'État et ses implications pour l'économie et la politique. Il a aussi écrit The J Curve: A New Way to Understand Why Nations Rise and Fall, sélectionné par The Economist comme l'un des meilleurs livres de 2006. Son dernier ouvrage, Us vs. Them: The Failure of Globalism, analyse les implications globales de la montée du nationalisme populiste et les réponses gouvernementales à cette montée.
Bremmer est un commentateur très présent dans la sphère médiatique. Il est chroniqueur sur la politique étrangère et éditeur pour Time ainsi que contributeur pour le Financial Times. Il a également publié pour le The Washington Post, The New York Times, The Wall Street Journal, Harvard Business Review et Foreign Affairs entre autres. Il est aussi amené à faire des contributions sur CNBC, CNN, Fox News, Bloomberg TV, National Public Radio et la BBC entre autres. Il est un invité régulier et hôte occasionnel du Charlie Rose Show et apparait également régulièrement à Real Time with Bill Maher.
Parmi ses nominations académiques les plus importantes, Bremmer sert sur le conseil du Near East Foundation, le conseil du Concordia Summit et le conseil d'administration de Intelligence Squared. En 2007, il est nommé Young Global Leader du Forum économique mondial et, en 2010, il fonde et est nommé président du Forum's Global Agenda Council for Geopolitical Risk. En décembre 2015, Bremmer est anobli par le gouvernement italien.

## Concepts clés
Les champs de recherche de Bremmer incluent l'économie politique internationale, la géoéconomie, la géopolitique, les états en transitions, les marchés émergents et la politique étrangère américaine.

### J-Curve
La J curve de Bremmer, montre le lien entre l'ouverture d'un état et sa stabilité, Alors que plusieurs états sont stables puisqu'ils sont ouverts, d'autres le sont à cause de leur fermeture. Les états peuvent se déplacer dans chacune des directions de l'axe fermé-ouvert. Leur position sur l'axe est donc mobile et instable. La courbe de stabilité est plus pentue à la gauche de la courbe, qui représente les états fermés. La courbe monte également plus haut sur la droite car un état complètement ouvert est plus stable ultimement qu'un état complètement fermé.

### Capitalisme stable
Bremmer décrit le capitalisme d'État comme un système où le marché est dominé par l'état pour des gains politiques. Dans son livre, The End of the Free Market: Who Wins the War Between States and Corporations, il décrit la Chine comme le principal responsable de la montée du capitalisme d'État comme compétiteur de l'économie de marché, particulièrement à la suite de la crise financière mondiale de 2007-2008.

### G-Zero World
Le concept de G-Zero World décrit la régression du leadership global de l'Occident et l’incapacité d'un successeur à prendre le relai,. Le concept représente la réduction d'influence du Groupe des sept et la montée du Groupe des vingt qui inclut des puissances émergentes dont la Chine, l'Inde, la Turquie et d'autres. Dans son livre Every Nation for Itself: Winners and Losers in a G-Zero World, Bremmer explique que, dans un G-Zero World, aucun état ou groupe d'état n'a assez de levier politique ou économique pour dominer la politique mondiale,.

### Militarisation de la finance
Le terme « militarisation de la finance » réfère à la stratégie de politique étrangère d'utiliser des incitations et des pénalités économiques comme outils de diplomatie coercitive. Dans le rapport Eurasia Group Top Risks 2015, Bremmer construit le terme « militarisation de la finance » (Weaponization of finance) pour décrire la façon dont les États-Unis utilisent leur influence pour influencer des événements internationaux. Au lieu de se replier sur les avantages stratégiques traditionnels américains (OTAN, Banque mondiale et FMI) Bremmer argumente que les États-Unis « militarisent la finance » en limitant l'accès au marché américain et au système bancaire comme instrument de politique étrangère.

### États pivots
Bremmer utilise le terme « états pivots » pour décrire un pays qui a la possibilité de construire des relations profitables avec de multiples puissances majeures sans devenir dépendant sur l'une d'entre elles. Cette faculté permet de balancer l'influence dans le but d'éviter d'être dépendant d'un seul état. Dans son livre Every Nation for Itself: Winners and Losers in a G-Zero World, Bremmer explique comment, dans un G-Zero World, l'aptitude à faire pivot devient plus importante pour un état. À l'opposé sont les « états fantômes » (shadow states) qui sont bloqués dans l'influence d'une seule puissance.